# Molfetta Sportiva 1931-1932
Questa pagina raccoglie i dati riguardanti il Molfetta Sportiva nelle competizioni ufficiali della stagione 1931-1932.

## Rosa
| N. |                   | Ruolo | Calciatore          |
| -- | ----------------- | ----- | ------------------- |
|    | Italia (bandiera) | P     | Giuseppe Abbascià   |
|    | Italia (bandiera) | A     | Bonsala             |
|    | Italia (bandiera) | D     | Rocco Cavaliere     |
|    | Italia (bandiera) | D     | Benedetto Del Re    |
|    | Italia (bandiera) | A     | Giuseppe De Marinis |
|    | Italia (bandiera) | C     | Antonio Gamma       |

| N. |                   | Ruolo | Calciatore         |
| -- | ----------------- | ----- | ------------------ |
|    | Italia (bandiera) | A     | Latella            |
|    | Italia (bandiera) | D     | Gennaro Sallustio  |
|    | Italia (bandiera) | C     | Storchi            |
|    | Italia (bandiera) | C     | Giovanni Trombella |
|    | Italia (bandiera) | A     | Zito               |